# Incala vicina
Incala vicina är en skalbaggsart som beskrevs av Franz Antoine 1991. Incala vicina ingår i släktet Incala och familjen Cetoniidae. Inga underarter finns listade i Catalogue of Life.